# Animusic
Animusic is een serie muzikale computeranimaties, gemaakt door het gelijknamige bedrijf van de Amerikaanse muzikant Wayne Lytle. Tot 1995 was de naam van het bedrijf Visual Music.

## Inhoud
De filmpjes bevatten 3D-animaties bij MIDI-gebaseerde elektronische muziek. Op de filmpjes lijken de muziekinstrumenten robotisch bespeeld te worden. Voor het maken van de animaties wordt gebruikgemaakt van Discreet 3D Studio Max, Corel Painter, Deep Paint 3D en Photoshop. Het bedrijf Animusic heeft ook een eigen software ontwikkeld, genaamd AnimusicStudio.

## Filmografie
- 2001: Animusic: A Computer Animation Video Album
- 2005: Animusic 2: A New Computer Animation Video Album
- 2010: Animusic HD: Blu-Ray Edition of Animusic (enkele clips zijn opnieuw bewerkt en gecodeerd voor HD)

Lytle bevestigde in september 2009 dat hij volop bezig is met een derde compilatie, die niet eerder dan 2010 uit zal moeten komen. Hij heeft in 2012 een Kickstarterproject voor Animusic 3 georganiseerd, waarvan het doelbedrag is gehaald, maar Animusic 3 is tot op heden niet uitgekomen.